# Saigenji
Saigenji（サイゲンジ、1975年 - ）は、広島県出身、沖縄・香港育ちのギタリスト、ヴォイスパフォーマー、シンガーソングライター、音楽プロデューサー。2002年、Happiness Recordsからデビュー。2005年、東芝EMIからメジャー・デビュー。2007年にHappiness Recordsに復帰。2023年までにアルバム11枚以上発表。ゲストボーカル、ギタリスト、音楽プロデューサー、作詞・作曲家として、他アーティストの作品・リミックス、映像サウンドトラックなどにも多数参加。

## 人物
1975年、広島県にて出生。父親の仕事の関係で沖縄、香港、関東と巡り、現在は東京都在住。
香港在住の9歳のとき、『コンドルは飛んでいく』に感銘を受けケーナを始める。
その後10代で各種南米の民族楽器をマスター、早稲田大学在学中にブラジル音楽の薫陶を受けギターと歌にのめり込む。その後MUROやDJ WATARAIと言ったヒップホップ勢との出逢いからブラジル音楽や南米フォルクローレをルーツに、ソウルミュージック、ジャズ、ヒップホップ・ミュージックなど新旧さまざまな音楽の要素を取り入れた日本語の歌/作曲の表現に取り組み、シンガーソングライター、ヴォイスパフォーマーとしての評価を確立。
ライフワークとしての自身の楽曲制作の他、作詞・作曲・編曲による楽曲提供、プロデュース、リミックス、ゲスト演奏も精力的に行う。本人名義アルバムはベスト盤、ライブ盤を含め10枚以上。
国内各地のみならず、シンガポール、フランス、韓国、ミャンマー、台湾など海外でのパフォーマンスも積極的に行い、多数成功させている。またフジロックフェスティバル、SUMMER SONIC、ライジング・サン・ロックフェスティバル、サンセットライブなど、国内野外フェスの常連であり、ライブパフォーマンスの評価は高い。

## ディスコグラフィー

### オリジナル・フル・アルバム
- SAIGENJI（2002年10月3日）
- la puerta（2003年8月15日）
- Innocencia（2004年11月17日）
- ACALANTO（2005年9月14日）
- Music Eater（2006年7月26日）
- Medicine for your Soul（2008年6月18日）
- Another Window（2010年9月9日）
- ONE VOICE, ONE GUITAR（2012年11月14日）
- compass（2018年11月21日）
- COVERS & INSTRUMENTALS（2023年6月7日）

### ベスト・アルバム
- Seleção（セレソン）（2007年11月21日）

### ライブ・アルバム
- LIVE!LIVE!LIVE! vol.1（2008年7月1日）
- Compass for the future（2020年5月29日）
- Saigenji solo Live at Toyama 2023（2024年2月14日）

### 配信楽曲
| 発売日         | タイトル                                   |
| -------------- | ------------------------------------------ |
| 2006年7月26日  | One Note Samba(Live)                       |
| 2012年6月20日  | 白いブランコ / アン・サリー with Saigenji  |
| 2012年9月12日  | 光芽吹くとき                               |
| 2018年8月10日  | Dance of Nomad                             |
| 2021年5月26日  | Early summer                               |
| 2021年6月23日  | Milonga 2021                               |
| 2021年7月28日  | Ajisai                                     |
| 2021年8月25日  | Great Ocean Road                           |
| 2021年9月22日  | Choro para Villa-Lobos (Saigenji Etude #1) |
| 2021年10月27日 | Tembea                                     |
| 2021年11月27日 | 石と砂                                     |
| 2021年12月29日 | Snowman's Waltz(雪だるまのワルツ)          |
| 2023年5月1日   | Samurai / Amapola                          |
| 2023年9月13日  | 椰子の実                                   |

### その他
- 沖仁「Spring News[feat.Saigenji]」
- Keyco「イメージ feat.saigenji」
- 小西康陽「“Chim Chim Cher-ee”[Mary Poppins]feat.saigenji」
- JHETT a.k.a.YAKKO for AQUARIUS「Sweetest dub feat.LISA & SAIGENJI」
- SOULHEAD「PLAYBOY-SAIGENJI remix-」
- beret「虹の線路-beret,saigenji meet filo machado-」
- MOOMIN「栽培したい〜世界中で〜[Saigenji Pagode Mix]」
- MONDO GROSSO「WATIN' FOR T Vocals by saigenji」
- ハシケン「列車に揺られながら Quena by saigenji」

### コンピレーション参加（楽曲収録作品）
- It's too late/Album: TOKYO BOSSA NOVA (Happiness Records 2001.09)
- It's too late/Album: Cafedge Universe (Handcuts Records 2002.04)
- Festa/Album: TOKYO BOSSA NOVA〜inverno〜 (Happiness Records 2003.02)
- (I CAN'T GET NO)SATISFACTION/Album: IT'S ONLY ROCK'N' ROLL(BUT WE LIKE IT) -A TRIBUTE TO THE ROLLING STONES-カバー vo/g/cho、+ 畠山美由紀 (2003.03)
- close to you/Album: BOSSA BACHARACH (私の部屋 2003.04)
- I'll Try/Album: Disney Girl (avex 2003.07)
- KENSUI (NIIMIX)/Album: plants (plants RD Island 2003.09)
- イパネマの娘/Album: Felicidade〜A Tribute to Joao Gilberto〜 (TOSHIBA EMI 2003.09)
- Spring Song/Album: TOKYO BOSSA NOVA〜lua〜 (Happiness Records 2003.12)
- IN YOUR ARMS TONIGHT/Album: HEDWIG AND THE ANGRYINCH TRIBUTE (cutting eadge 2004.05)
- ボサノヴァ・ジントーヨー/Album: 琉球マブヤーサウンド (cutting eadge 2004.08)
- GOLDEN LADY/Album: BeTI (Doughnuts 2004.08)
- 砂の町/Album: Tokyo Bossa Nova〜Outono〜 (Happiness Records 2004.10)
- choro/Album: TOKYO LOUNGE VOL.4 (NIPPON CROWN 2004.12)
- Innocencia/Album: 宇田川カフェ (LD&K 2005.04)
- Fragile/Album: authencica-frontier (Respect Music 2005.04)
- イルカ/Album: RESORT AIR-Pacifica- (Victor Enteratainment 2005.06)
- What The World Needs Now Is Love/Album: LOHAStyle〜ocean〜 (Happiness Records 2006.06)
- No Meio Da Chuva/Album: JAZZ KITCHEN 5 (incense records 2006.6)
- One note samba(LIVE)/Album: TOKYO BOSSA NOVA〜Flores〜 (Happiness Records 2006.10)
- If I Fell/Album: Apple of his eye りんごの子守唄(青盤) (video arts music 2006.11)
- Luisa/Album: Nosso Tom (CHORDIARY 2007.01)
- Wave(Live Version)/Album: Sonho(ソーニョ)〜Evergreen Bossanova〜 (Azul Records 2008.07)
- When You Wish Upon a Star（星に願いを）/Album: BOSSA DISNEY CARIOCA (avex marketing 2008.09)
- 雪/Album: にほんのうた 第四集 (commmons 2010.01)

## 作詞・作曲・編曲・プロデュース作品
- 井手麻理子
  - 『There must be an angel(D.O.I.remix)』/ギター・コーラス（1999年12月）
  - 『愛の原理(D.O.I.remix)』/ギター・コーラス（2000年8月）
- MURO
  - 『Hall of famer』/ギター・コーラス（2000年8月）
  - 『Carnaval』/ギター・コーラス（2000年8月）
- MISIA『Escape(DJ WATARAI remix)』/ギター・コーラス（2000年10月25日）
- MOOMIN
  - 『君を想う夜』/ギター・コーラス（2000年11月）
  - 『夏をあきらめて』（2006年5月）/プロデュース・ギター
- Tyler『Wet moon』/ギター（2001年1月）
- 小柳ゆき『DEEP DEEP』/ギター（2001年4月）
- Readymade International『テーブルにひとびんのワイン』/ギター・コーラス（2002年3月）
- SHAKKAZOMBIE『So tight,so deep』/ギター（2002年3月）
- 川口大輔『BEFORE THE DAWN』/ギター（2003年1月）
- 冨田ラボ feat.Saigenji『太陽の顔』（2003年2月）/作詞・ボーカル・ギター
- bird『廃墟のダンスホール』（2003年10月）/作曲
- 比屋定篤子
  - 『君を照らすよ』（2004年2月）/作曲
  - 『君とみつけた海』（2007年11月）/作曲・編曲・ギター
- 乙葉『Melting love』（2004年4月）/作曲
- keyco『イメージ』（2004年6月）/プロデュース・ギター・コーラス
- 中孝介『HOME』（2005年12月）/編曲・ギター・コーラス
- Gira Mundo『GIRA MUNDO』（2006年5月）/作詞・ボーカル
- 織田哲郎『シーズン・イン・ザ・サン』（2006年9月20日）/編曲・ギター・コーラス
- Sweep『Walkin' in the rain』（2008年4月）/編曲
- 多和田えみ
  - 『時の空』（2009年6月24日）/作曲・ギター・スキャット
  - 『MUSING』（2009年6月24日）/作曲・編曲・プロデュース
- 福山潤『Love Letters〜南の街より』（2009年11月26日）/作曲・編曲・ギター

## タイアップ
| 曲名         | タイアップ                                                                               |
| ------------ | ---------------------------------------------------------------------------------------- |
| 光芽吹くとき | テレビ神奈川開局40周年記念番組『あすの地球と子どもたち〜Pray For Happiness』テーマソング |

## 主なライブ
2003年
- 8月16日 - RISING SUN ROCK FESTIVAL 2003 in EZO

2004年
- 8月08日 - SUMMER SONIC 2004

2005年
- 7月16日 - Slow Music Slow LIVE '05

2006年
- 7月29日 - FUJI ROCK FESTIVAL '06
- 8月05日 - 情熱大陸 SPECIAL LIVE SUMMER TIME BONANZA'06
- 8月13日 - TREASURE052 2006 ～the melting voices～

2008年
- 4月26日 - ARABAKI ROCK FEST.08
- 12月10日 - JAZZ LA CITTADELLA NIGHT X'mas SPECIAL

2009年
- 6月06日 - 頂 2009
- 8月09日 - SUMMER SONIC 2009
- 8月20日・29日 - Saigenji, 多和田えみ
- 9月26日・27日 - peaceful garden
- 10月24日 - IE SOUND JAMBOREE 2009
- 11月18日 - Creamy Music

2010年
- 2月11日 - SAUDE!SAUDADE.. CARNAVAL2010
- 2月11日・14日 - ありやまぁ♪くいだおれ中座な4nights
- 2月24日 - Oravoの音楽 vol.11 Saigenji 富山ライブ
- 5月07日 - VOICES feat. 今井美樹 & Friends
- 10月17日 - ワンナイト・ライヴ

2011年
- 4月23日 - NEW BREEZE 2011
- 8月03日 - 音霊 OTODAMA SEA STUDIO 2011「逗子日和」

2012年
- 6月30日 - 羊毛とおはな/Saigenji

2013年
- 9月22日 - 中津川 THE SOLAR BUDOKAN 2013
- 10月05日 - MUSIC FOR LIFE vol.5 "秋の空"
- 10月13日 - SUPER DREAM LAKE CONCERT IN MITO 2013

2015年
- 10月10日 - 三崎開港祭2015「芋煮ロックフェスティバル」

2017年
- 8月18日 - JACK DANIEL`S EXPERIENCE 2017 JAPAN

2018年
- 1月20日 - 『"中村ナイト" in Nishiwaseda BLAH BLAH BLAH』

2019年
- 2月11日 - J-WAVE〈NIPPON EXPRESS SAUDE!SAUDADE...〉CARNIVAL 2019
- 12月04日 - ジョアン・ジルベルト トリビュートコンサート

2020年
- 2月11日 - J-WAVE〈NIPPON EXPRESS SAUDE!SAUDADE...〉CARNAVAL 2020

2021年
- 9月04日 - HIDA TAKAYAMA JAZZFESTIVAL 20/21

2022年
- 10月23日 - なないろの芸術祭 NOBIRU "WELL"Camp Fes 2022

2023年
- 2月11日 - J-WAVE<NX NIPPON EXPRESS SAUDE! SAUDADE...>CARNAVAL 2023